# Dmytro Hnatjuk

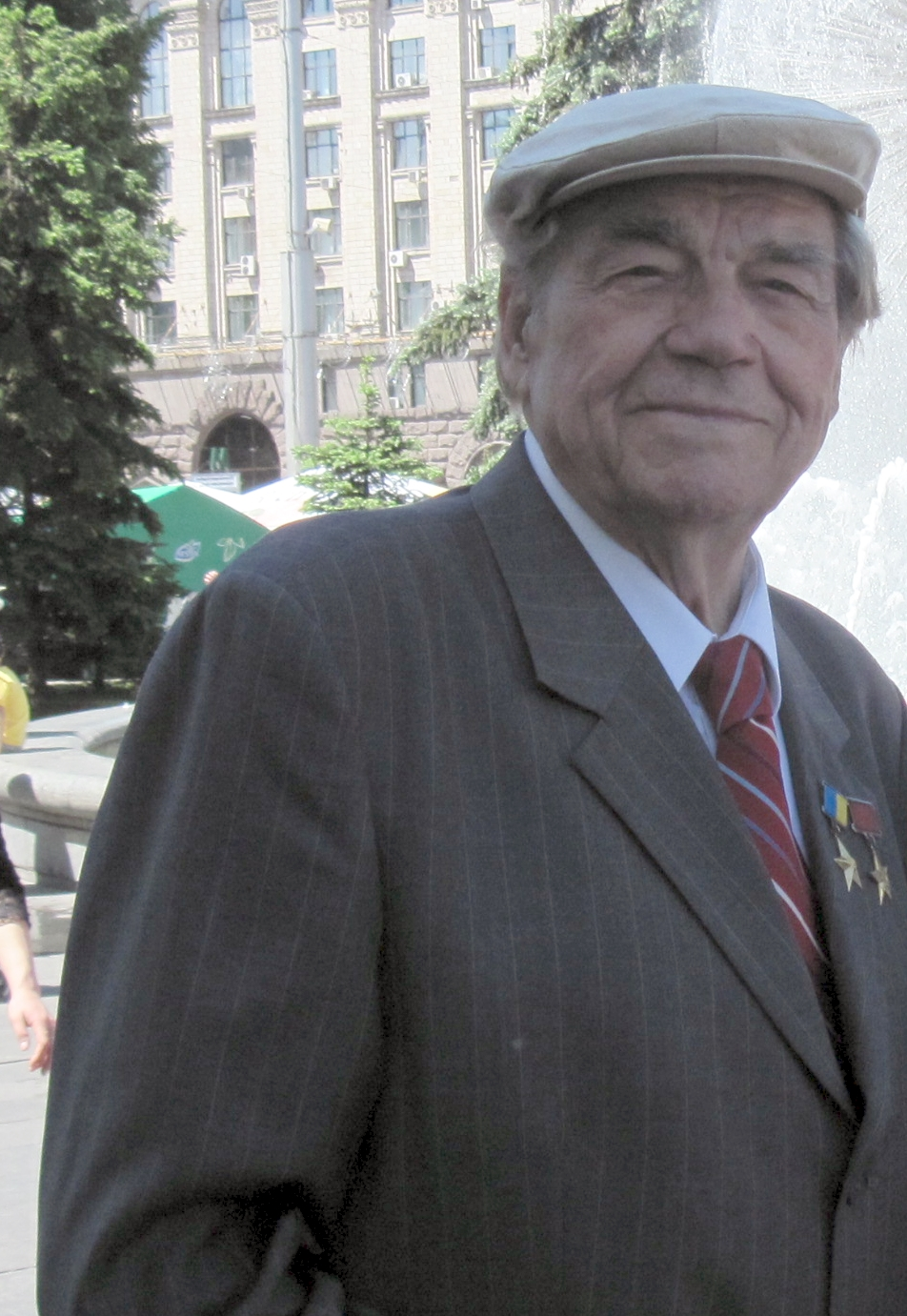
Dmytro Hnatjuk 2011

Dmytro Mychajlowytsch Hnatjuk, auch Dimitrij Gnatjuk bzw. Dimitrij Michailowitsch Gnatjuk (ukrainisch Дмитро Михайлович Гнатюк; russisch Дмитрий Михайлович Гнатюк; * 28. März 1925 in Mămăeștii Vechi, Königreich Rumänien; † 29. April 2016 in Kiew) war ein sowjetisch-ukrainischer Opernsänger (Bariton).

## Leben
Seit 1951 gehörte er der Truppe des Taras-Schewtschenko-Opernhauses in Kiew an und war von 1988 bis 2011 dessen Intendant und künstlerischer Leiter. Hnatjuk erhielt zahlreiche Preise und Auszeichnungen, darunter 1960 den Titel Volkskünstler der UdSSR und 1985 den Titel Held der sozialistischen Arbeit. 1999 wurde er Volkskünstler der Ukraine und 2005 Held der Ukraine.
Neben seiner künstlerischen Karriere war Hnatjuk auch politisch aktiv. Von 1972 bis 1984 war er Abgeordneter des Obersten Sowjets der UdSSR und von 1998 bis 2002 Abgeordneter der Werchowna Rada. Er starb am 29. April 2016 in Kiew und wurde am 4. Mai 2016 auf dem Baikowe-Friedhof beigesetzt.